# Sant Vicenç de Montalt
Sant Vicenç de Montalt település Spanyolországban, Barcelona tartományban. Lakosainak száma 6712 fő (2024).

## Földrajza
Sant Vicenç de Montalt Arenys de Munt, Arenys de Mar, Caldes d’Estrac, Sant Andreu de Llavaneres és Dosrius községekkel határos.

## Népesség
A település lakosságának változását az alábbi diagram mutatja:
| Lakosok száma | 385  | 716  | 885  | 947  | 1511 | 4549 | 5627 | 6007 | 6407 | 6712 |
|               | 1717 | 1887 | 1936 | 1960 | 1986 | 2004 | 2009 | 2014 | 2019 | 2024 |